# Erik Moseholm

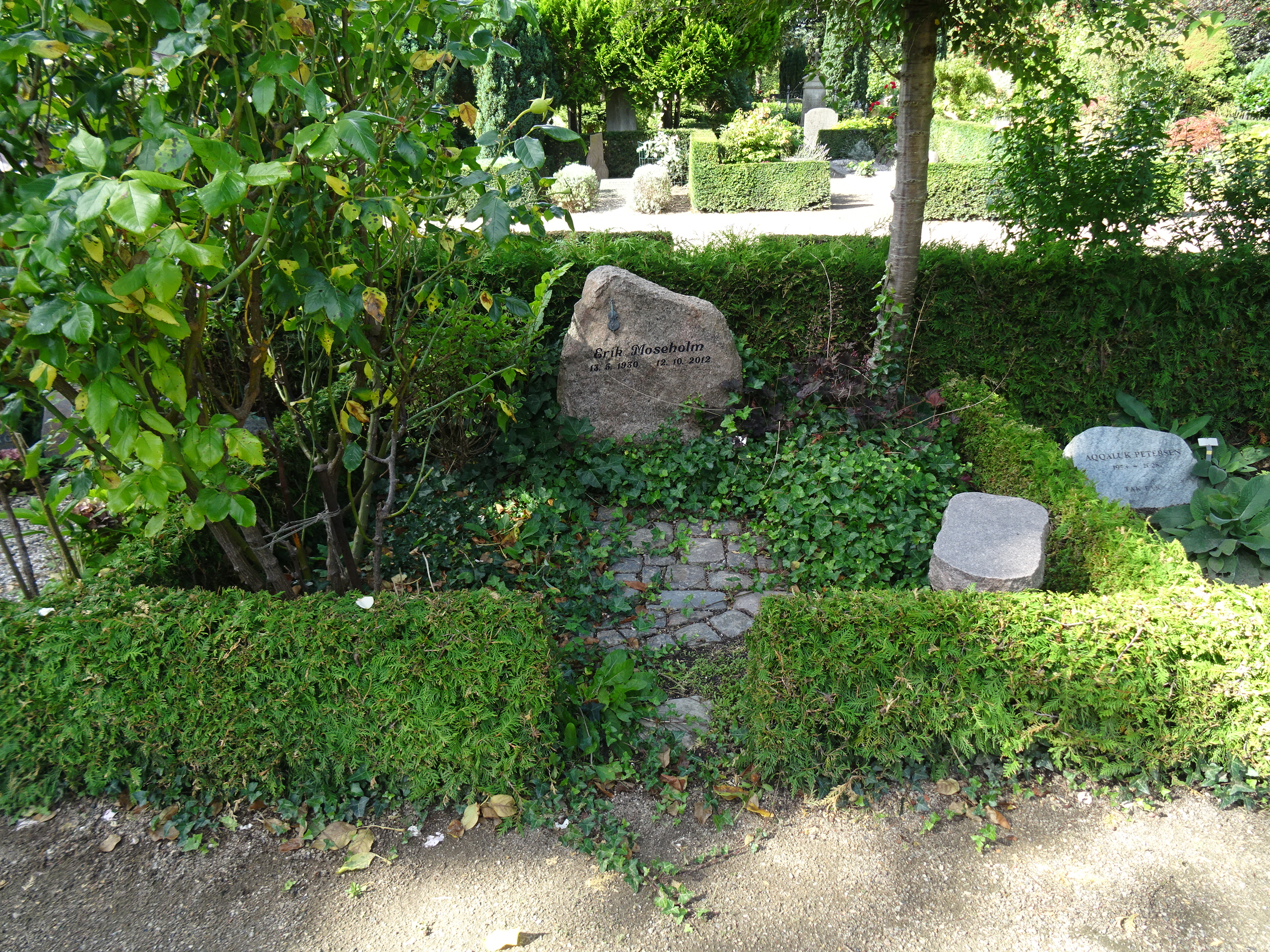
Die Grabstätte von Erik Moseholm in Kopenhagen.

Erik Moseholm (* 13. Mai 1930 in Fredericia; † 11. Oktober 2012) war ein dänischer Jazzbassist und Komponist, der zeitweise die Radiojazzgruppen von Danmarks Radio und von 1992 bis 1997 das Rytmisk Musikkonservatorium leitete.

## Leben und Wirken
Moseholm hatte bereits als Teenager eine eigene Band. 1949 zog er nach Kopenhagen, wo er mit Max Brüel, Jørgen Lausen und Jørgen Ryg zu den Pionieren des Modern Jazz in Dänemark zählte, aber zunächst auch im Bereich der Klassischen Musik arbeitete, etwa mit dem Kammermusikensemble Societas Musica und als Solist mit dem Sinfonischen Orchester von Kopenhagen. 1954/55 war er Mitglied des Radiotanzorchesters von Danmarks Radio und arbeitete dann bei Ib Glindemann (1957) und Finn Saverys, bevor er eigene Bands gründete. Er wurde Schüler von Oscar Pettiford, begleitete amerikanische Gastsolisten wie Don Byas oder Eric Dolphy und regte beim dänischen Rundfunk die Gründung eines Workshop-Ensembles mit den führenden Jazzmusikern des Landes an. Er leitete diese Radiojazzgruppen von 1962 bis 1966; dann war er der administrative Leiter der DR Big Band. Daneben spielte er auf internationalen Festivals in Skandinavien und verfasste Theater- und Filmmusik. Moseholm hat auch eine Art Lehrbuch geschrieben, Jazz Bass Facing, das die verschiedenen Entwicklungsstadien von Pettifords Solospiel und Kompositionsstil aufarbeitet. Auch war er Gründungsrektor des 1996 aus Zusammenlegung anderer Institutionen entstandenen Rytmisk Musikkonservatorium.
Er arbeitete als Musiker auch mit seiner Frau, der Autorin und Schauspielerin Vigga Bro, zusammen.

## Preise und Auszeichnungen
Moseholm wurde 1958 als „Dänischer Jazzmusiker des Jahres“ geehrt und 1960 auf dem Jazzfestival Antibes als führender „europäischer Jazzbassist des Jahres“. 1998 wurde ihm für seine Leistungen der Dannebrog-Orden verliehen. 2007 erhielt er den Ben Webster Prize of Honour.

## Diskographische Hinweise
- Erik Moseholm 1953-1969
- Erik Moseholm Kompositioner 1957-1982 (Music Mecca 2008)
- Erik Moseholm Collection 3 Radiojazzgruppen 1962-1966
- Erik Moseholm/Jørn Elniff/Arne Forchhammer Live : Molde, Pori, Copenhagen (ALP 1971)

## Buchveröffentlichungen
- Oscar Pettiford & Erik Moseholm: Jazz Bass Facing. Edition Wilhelm Hansen, Kopenhagen 1962, ISBN 87-598-0588-9, OCLC 473284856
- Erik Moseholm: Den Hemmelige Krystall - en Bog om Radiojazzgruppen. Elkjær & Hansen, Kopenhagen 2003, ISBN 87-91192-09-9 OCLC 163117029
- Erik Moseholm: Da den moderne dansemusik kom til Danmark. Erik Moseholm Forlag, Hellerup 2010, ISBN 978-87-993793-0-9